# 맨체스터 바이 더 씨 (영화)
《맨체스터 바이 더 씨》(영어: Manchester by the Sea)는 2016년 개봉한 미국의 드라마 영화이다. 케네스 로너건이 각본과 감독을 맡아, 케이시 애플렉, 미셸 윌리엄스, 카일 챈들러와 루커스 헤지스가 출연한다. 작중 배경은 매사추세츠주의 실존하는 도시 맨체스터바이더시로 형의 죽음으로 고향 맨체스터에 돌아온 리와 조카 패트릭과 새로운 삶을 시작하면서 동시에 숨겨둔 과거의 기억들과 마주하게 되는 이야기를 그린 작품이다. 아마존 스튜디오 배급으로 2016년 선댄스 영화제에서 처음 공개되었다. 미국에서는 2016년 11월 18일에 개봉되었다.
이 영화는 비평가들에 많은 찬사를 받으며 2016년 최고의 영화로 손꼽혔다. 비평가들은 특히 애플렉의 연기와 로너건의 연출 및 시나리오에 대해 극찬을 보냈다. 제89회 미국 아카데미상에서 6개 부문(작품상, 감독상, 각본상, 남우주연상, 남우조연상, 여우조연상)에 후보로 올라 각본상과 남우주연상을 수상했다. 그외에도 골든 글로브상에서는 4개 부문에 후보에 올라 애플렉은 드라마 영화 부문 남우주연상을 수상했으며, 영국 아카데미 영화상(BAFTA)에서는 5개 부문(작품상, 감독상, 각본상, 남우주연상, 여우조연상)에 후보에 올라 각본상, 남우주연상 2개 부문을 수상했다.

## 출연진
- 케이시 애플렉 - 리 챈들러
- 미셸 윌리엄스 - 랜디
- 카일 챈들러 - 조 챈들러
- 루커스 헤지스 - 패트릭 챈들러
  - 벤 오브라이언 - 어린 시절 패트릭
- 그레천 몰 - 엘리스 챈들러
- 테이트 도너번 - 하키 코치
- 카라 헤이워드 - 실비
- 에리카 맥더멋 - 수
- 매슈 브로더릭 - 로드니
- 헤더 번스 - 질